# Vinterdäck

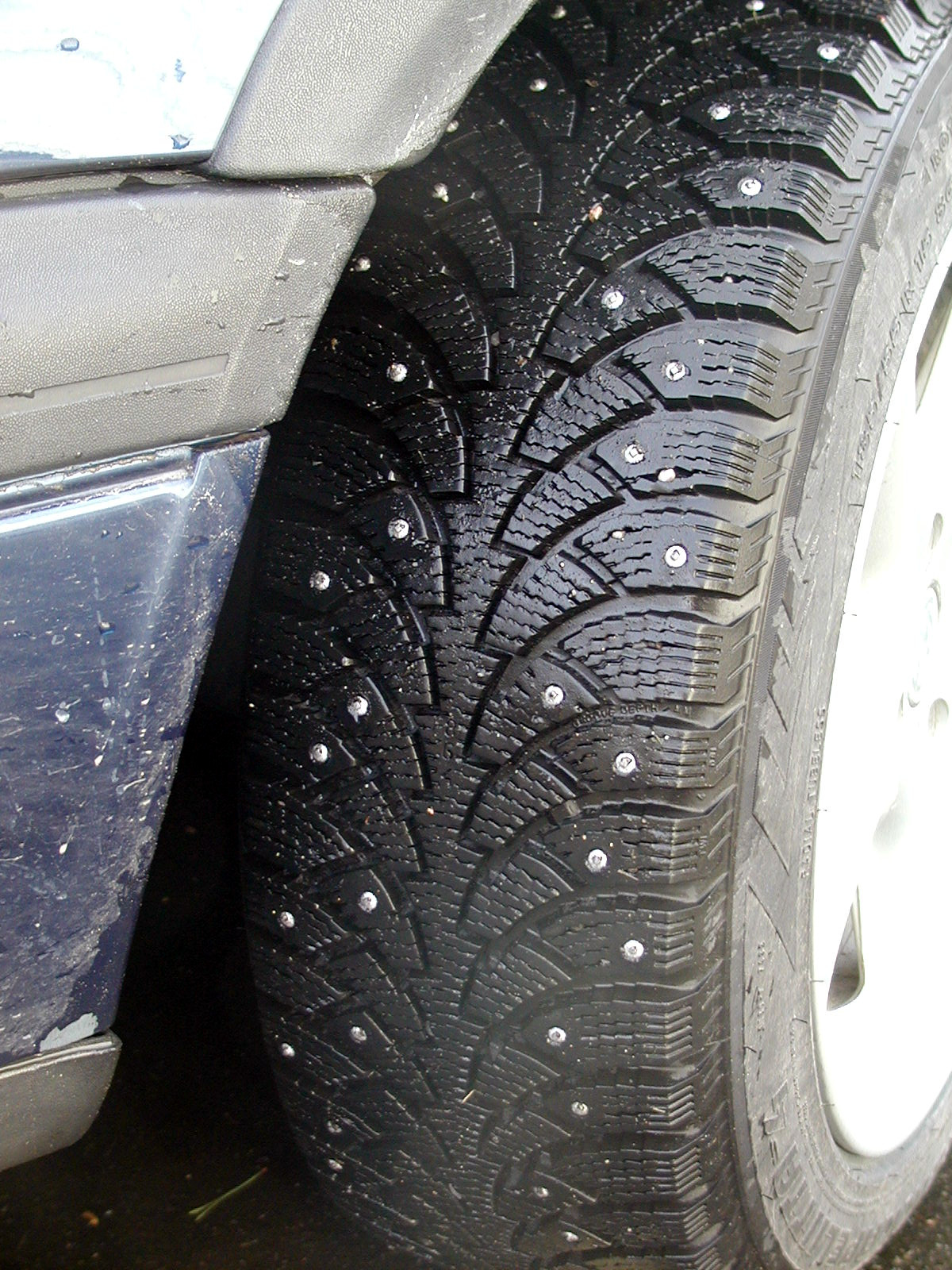
Dubbade vinterdäck.

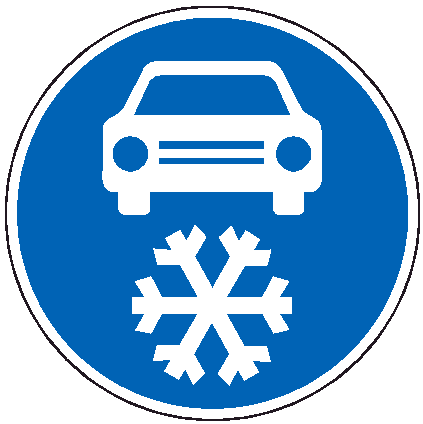
Tjeckisk vägskylt.

Nordamerikansk vägskylt.

Vinterdäck är däck anpassade för vinterväglag, vanligtvis genom gummiblandning och mönster som är bättre lämpade för väglaget samt lägre temperaturer; de kan även vara försedda med dubbar. Vinterdäck för personbil delas i Sverige vanligtvis upp i tre kategorier vilka är dubbdäck, nordiska dubbfria däck och centraleuropeiska dubbfria däck.
Det finns även vinterdäck för cyklar och barnvagnar.

## Användning och funktion
Vinterdäck har olika betydelser och funktioner i olika delar av världen. I exempelvis mellaneuropa kan vinterdäck innebära däck som passar bättre för snöslask och lägre temperaturer, i andra områden däck för körning på snö och is-underlag.

### Val av vinterdäck
Trafikverket anger att grunden för en säker resa på vintern är bra vinterdäck, rätt hastighet och ett körsätt anpassat till underlaget.
Antisladdsystemet (ESC) minskar risken för sladdolyckor på is och snö, så om man har en bil utrustad med antisladdsystem (ESC) och bra dubbfria däck anpassade för nordiska förhållanden med ett mönsterdjup på 4–5 mm, är förutsättningar goda för att hantera olika vägunderlag under vintersäsongen. Om man har en äldre bil utan antisladdsystem är det mindre lämpligt att använda dubbfria vinterdäck, om man ofta kör på vintervägar. Om man har en äldre bil som saknar antisladd bör man köra med dubbdäck. Men även med dubbdäck har körsättet stor betydelse för trafiksäkerheten. Det handlar om att hålla rätt hastighet och lämpligt avstånd till bilen framför.

### Vinterdäck på olika underlag
På is har dubbdäck generellt ett stort prestandaövertag vad gäller bromssträcka och styrförmåga jämfört med dubbfria vinterdäck. Dubbdäck har prestandavärden ca 15–30 procent högre än nordiska dubbfria vinterdäck - detta gäller när däcken är nya. När däcken har slitits ett tag blir skillnaden mellan dubbdäck och dubbfria vinterdäck mindre, men trots det så ger de slitna dubbdäcken överlag ett klart bättre isgrepp än slitna dubbfria vinterdäck. På snö är dubbdäck i stort sett likvärdiga som dubbfria vinterdäck, men vissa dubbfria vinterdäck har bättre grepp på snö, särskilt jämfört med billigare varianter av dubbdäck. När däcken slits är också dubbfria vinterdäck aningen bättre än dubbdäck på snö. Även på barmark är dubbdäck ungefär likvärdiga i broms- och styrprestanda som nordiska dubbfria vinterdäck och det gäller såväl nya som begagnade däck.

## Däckfakta

### Däckens placering
Transportstyrelsen och i stort sett alla däcktillverkare samt biltillverkare rekommenderar i dag för personbilar att man monterar de bästa däcken bak . Med bästa menas det par som kan antas ha bäst väggrepp. Det finns ett antal anledningar till denna rekommendation men det kan sammanfattas med att man ej vill riskera trafikfarlig överstyrning. Många sätter ändå bästa däcken fram. Detta motiveras oftast med att framhjulen i regel står för framdrivningen och bästa bromsförmågan samt med risken för understyrning.

### Däckens ålder och slitbanans hårdhet
En viktig parameter vid val av vinterdäck är deras ålder, eftersom däckens gummiblandning hårdnar med tiden.
Däckets hårdhet mäts med specialinstrument, vilket trycker in en liten stålstav i slitbanan (se Shoreprovning). Resultatet i enheten grader Shore [° Sh] och mätskalan går från 0 till 100. Extremt mjukt gummi kan ha ca 30° Sh och extremt hårt gummi, så som ebonit (användes förr till höljen för bilbatterier) har upp till 98° Sh. Mätning av däcks hårdhet sker vid referenstemperatur +20° C. Hårdhetsdata mätta vid +20° C kan vara missvisande vid jämförelse av vinterdäck, eftersom olika gummityper kan ha olika köldförstyvnad. Det innebär att två vinterdäck med exakt samma hårdhetstal (vid +20° C), kan ha mycket olika hårdhet vid vinterkyla så som -25° C.
Kommentar: Enl. artikeln om Shoreprovning så anges "Klassbeteckningen måste alltid anges tillsammans med gradtalet för att uppgiften ska bli meningsfull" så de här angivna ° Sh kan inte jämföras med andra gummisorter utan bara som ett relativitetstal för däckens inbördes hårdhet. En underförstådd klass finns förmodligen angiven i ISO 7619 (gummi)men dessa standarder är inte allmänt tillgängliga utan måste köpas.
Nya sommardäck till personbilar har typiskt hårdhet kring 60 - 64° Sh. Vid ett test av vinterdäck till personbil hade nya däck hårdhet mellan 45 och 62° Sh. Isgreppet hos dubbfria vinterdäck till personbil sjunker med ökande hårdhet. Odubbade vinterdäck till personbil bör inte ha mer än 60° Sh för att ge acceptabelt isgrepp.
I ett vintertest av lastbilars framkomlighet i brant backe (7,2 %, 600 m), hade slitna däck av skandinavisk typ hårdhet på ca 64° Sh medan däck av kontinental typ hade hårdhet på 72° Sh. Testet visade att om vägbanan ger referensfriktion över 0,25, då är framkomligheten i backar acceptabel även med hårda kontinentala däck. Detta förutsatt att fordonet lastats rätt (ordentlig tyngd på drivaxeln) samt att lastbilen inte hindras att hålla rimligt hög ingångsfart i backarna. Det sistnämnda innebär att vid blandtrafik med långsamkörande fordon behövs stigningsfält där lastbilen kan hålla farten uppe. Trafikverkets regler för vinterdrift kräver att driftentreprenören ska halkbekämpa vägbanan så att friktionen är bättre än 0.25. Detta innebär att när en lastbil - även med hårda kontinentala däck - har blivit stående i en backe, då var orsaken mest sannolikt felaktig lastfördelning, bristande halkbekämpning av vägentreprenören eller olagligt slitna däck.
Däckens relativa åldringsprocess bestäms delvis av dess lagringssätt vilket gör att till exempel nya däck, som optimalt bör lagras svalt och mörkt, inte åldras lika snabbt som däcken gör när de väl börjar användas. Nya däck är skyddade av en glycerinfilm som bromsar åldringprocessen och däcktillverkare klassar däck upp till 3 år som nya, under förutsättning att de förvaras svalt och mörkt. Detta innebär att det inte har så stor betydelse om däcken är ett eller tre år gamla, utifall däcken slutanvänds av den ursprungliga köparen. Säljes däcken däremot vidare som begagnade, är det förstås svårare att fastställa hur däckens lagrats respektive använts med ledning av däckens kodsiffror för tillverkningsdatum.
Under 1900-talet användes en tresiffrig kod på däckens sida som angav vilken vecka och år som däcken var tillverkade. Sedan år 2000 anges däckens tillverkningsdatum med en fyrsiffrig DOT-kod (Department of Transportation, USA). De två första siffrorna anger veckonumret och de två sista anger årtalets två sista siffror. Koden 0100 säger alltså att däcket är tillverkat vecka 01 år 2000. 

## Finland

### Datumbestämmelser
Kravet på att ha vinterdäck, dubbade eller odubbade, gäller mellan 1 december och 28 februari, om det är vinterväglag. Dubbfria vinterdäck får användas året runt. Det är tillåtet att använda dubbdäck från början av november till den måndag som infaller närmast efter påskhelgen. Dessutom får dubbdäck alltid användas när väglaget förutsätter detta.

## Åland

### Datumbestämmelser
Krav på vinterdäck gäller mellan 1 december och 28 februari.
Dubbade däck är tillåtna 15 oktober - 15 april och under annan tid om vinterväglag råder eller kan befaras.

## Sverige

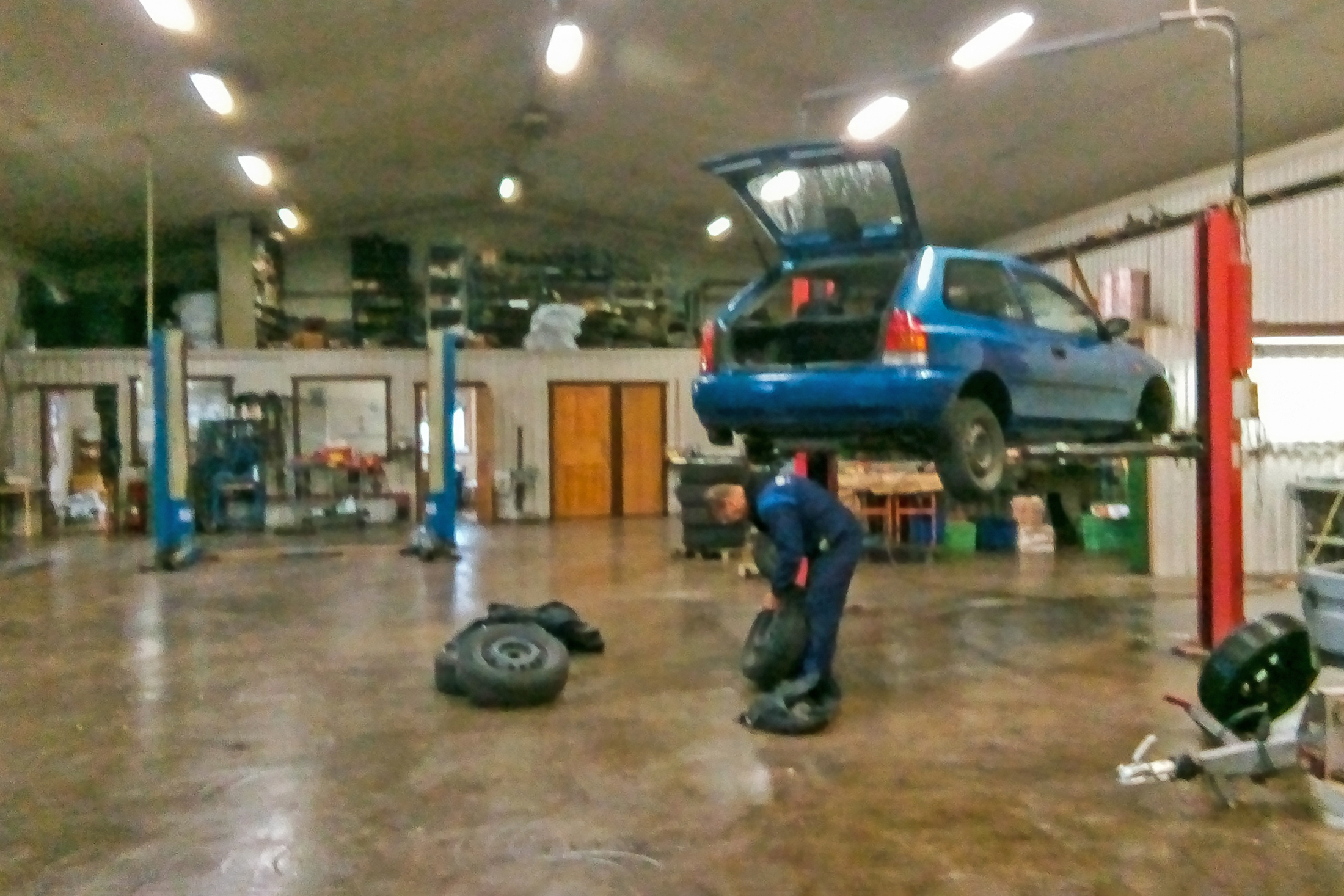
En man byter från sommardäck till vinterdäck på en Mazda 323 inne på en bilverkstad i Brastad.

I Sverige ställs krav på att vinterdäck används delar av året för personbil klass l, personbil klass II (husbil) med en totalvikt av högst 3,5 ton, lätt lastbil, lätt buss, släpfordon som dras av dessa fordon. Även tunga lastbilar, tunga bussar och personbilar klass II (husbil) med en totalvikt över 3,5 ton ska från och med 1 januari 2013 använda vinterdäck delar av året enligt särskilda villkor.

### Personbil, buss och lastbil med högst 3,5 ton totalvikt
Med vinterdäck i lagens mening för personbilar, bussar och lastbilar med en totalvikt av högst 3500 kilogram avses däck särskilt framtagna för vinterkörning samt märkta med MS, M-S, M+S, M.S., M&S, Mud and Snow, eller en alptopp med en snöflinga i.
Det förekommer att däck har den krävda märkningen utan att vara särskilt framtagna för vinterkörning vilket innebär att de ej är godkända som vinterdäck. Information gällande om ett däck är framtaget för vinterkörning kan finnas hos till exempel däcktillverkare och däckhandlare. Nationella trafikbestämmelser gäller men observera att i många andra länder är dubbdäck ej tillåtna.

### Datumbestämmelser
Det är krav på att fordon har vinterdäck eller likvärdig utrustning 1 december - 31 mars om vinterväglag råder. Under denna period är minsta tillåtna mönsterdjup för vinterdäck 3 mm.
Dubbade däck är tillåtna 1 oktober - 15 april. De är även tillåtna under annan tid om vinterväglag råder eller förväntas.
- Med "vinterväglag" menas att det finns snö, is, snömodd eller frost på någon del av vägbanan.
- "Likvärdig utrustning" kan till exempel vara sommardäck med snökedjor på alla hjul.
- Vid användning av dubbade däck måste alla hjul på fordonet vara försedda med dubbdäck.

Användning av friktionsdäck är tillåtet hela året men friktionsdäck är vanligen ej avsedda för sommarväglag vilket kan göra dem olämpliga som så kallade året runt-däck. Eventuella följder kan till exempel vara mycket högt slitage och problematiska köregenskaper.

### Mönsterdjup
Från 1 december till 31 mars krävs vid vinterväglag, kort sagt när det är krav på vinterdäck, ett mönsterdjup av minst 3 millimeter. Vid sommarväglag krävs ett mönsterdjup på minst 1,6 mm.

### Undantag
Det finns ett antal undantag från kravet på vinterdäck, observera dock att i samtliga fall gäller undantagen endast om det kan ske utan fara för trafiksäkerheten. Några undantag är:
- Däck monterade på fälgar med en diameter av 10 tum eller mindre.
- Fordon registrerade som 30 år eller äldre i vägtrafikregistret.
- Utlandsregistrerade tunga fordon. Utlandsregistrerade personbilar och lätta lastbilar omfattas av vinterdäckskraven.
- Vid färd till och från kontrollbesiktning.
- Provkörning i samband med reparation.
- Bogserat fordon i samband med reparation.

### Motorcykel
För motorcyklar finns inga särskilda regler gällande vinter- eller dubbdäck. Dubbdäck förekommer och är ofta en förutsättning för att ta sig fram på snö- och isunderlag.

### Tunga fordon
Tunga lastbilar och bussar har sedan den 1 januari 2013 krav på vinterdäck, men endast på drivande axel. I övrigt är det 5mm mönsterdjup det enda som krävs. Bland annat har dessa fordon ett bättre fäste vid bromsning genom sin tyngd. Det bättre fästet beror på att friktionstalet ökar med ökande normalkraft mot vägbanan, se friktion.
Bristande backtagningsförmåga är vid vinterföre ett större problem än bromsförmåga. En nyckelfaktor är att ha hög last på drivande axel/axlar. Medan de flesta personbilar har 45 - 55 % av sin totala tyngd på drivaxeln, har många tunga lastbilsekipage ned till 25 % på drivaxeln. En studie i Norge har visat att backtagningen är acceptabel även för semitrailerekipage med hårda däck av kontinental typ, förutsatt att vägfriktionen är minst 0.25 (vilket är Trafikverkets standardkrav på vägdriftentreprenörerna att upprätthålla), ekipaget är lastat med hög tyngd på drivaxeln samt däcket har lagligt mönsterdjup. Se Däck (hjul). Det är stor skillnad i framkomlighet mellan olika typer av tunga lastbilar, även med samma däck. Bakaxelns konstruktion spelar stor roll. Exempelvis har timmerbilar ofta både navreduktion och driven tandemaxel, utöver sandspridaraggregat och premiumvinterdäck, vilket ger bättre framkomlighet än de flesta andra vägfordon.
Transportstyrelsen rekommenderar användning av vinterdäck vid vinterväglag. Transportbranschens målbild inkluderar nu inte enbart god stabilitet, utan även faktorer som låg miljöbelastning och låga kostnader. Att använda vinterdäck på samtliga axlar skulle orsaka kraftigt ökat rullmotstånd, energiförbrukning, emission av växthusgasen CO2 och kostnad. Utifrån både stabilitetsutredningar och erfarenhet används därför normalt sett inte vinterdäck på alla axlar. För exemplet "ett vanligt femaxligt lastbilssläp" rekommenderar däckexpertis att släpet på hösten förses med nya däck med mycket högt grepp på andra och femte axeln (åretruntdäck med M+S klassning eller t o m drivaxeldäck), medan övriga axlar förses med M+S däck med lägre rullmotstånd (dvs gärna halvslitna men aldrig under 5 mm) och därmed som regel även med lägre men för hela fordonet tillräckligt grepp.
Trafikverket och Transportstyrelsen har föreslagit till Regeringen att införa krav på vinterdäck på tunga fordons drivande axel/axlar. Myndigheterna har bedömt att detta skulle få konsekvenser för ca 20 % av svenska lastbilar och för ca 43 % av utländska lastbilar. Ett sådant beslut väntas medföra ökad trafiksäkerhet och framkomlighet, men samtidigt också ökat buller.

### Släpvagn
För släpvagnar gäller samma regler som för dragfordonet. Vid vinterväglag gäller dessutom att släpvagn måste ha dubbdäck om dragfordonet har det. Om dragfordonet har odubbade däck får släpvagnen ha dubbade eller odubbade däck.

### Dubbdäcksförbud

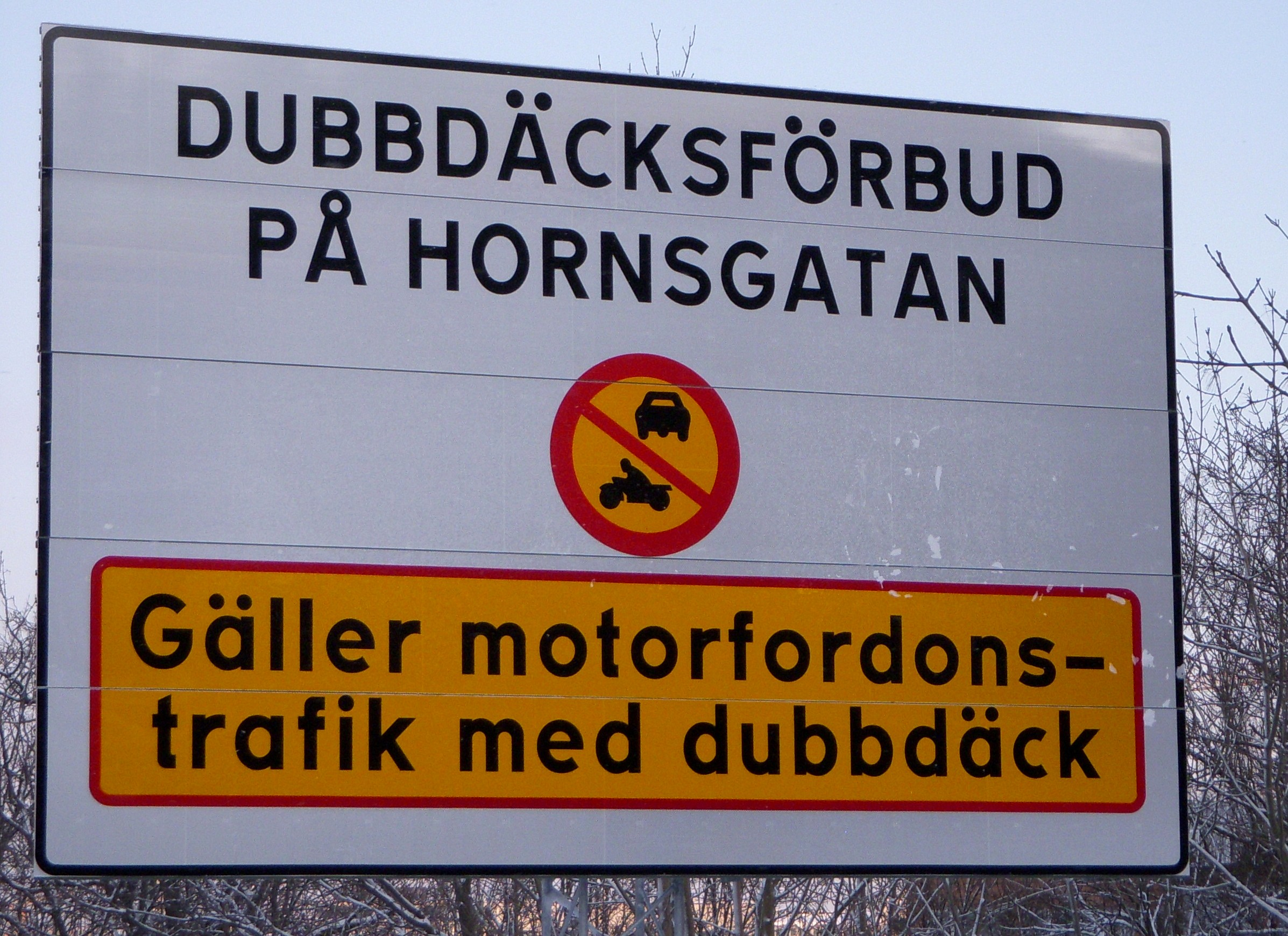
Skylt som informerar om dubbdäcksförbud.

På vissa vägar i större tätorter råder av miljöskäl förbud mot dubbdäck. Detta för att dubbdäck sliter upp partiklar från vägbanan, som är farliga att andas in, då de kan leta sig ner i lungor och blodkärl. Man får då endast köra där med dubbfria vinterdäck.
Vägar med dubbdäcksförbud:
- Stockholm: Hornsgatan, Kungsgatan och Fleminggatan
- Göteborg: Friggagatan och Odinsgatan
- Uppsala: Kungsgatan mellan Strandbodgatan och S:t Olofsgatan samt Vaksalagatan mellan Storgatan och Kungsgatan

## Snöstrumpor
När vinterdäck inte räcker till kan snöstrumpor användas. Snöstrumpor är vanligt i varmare länder då det inte är lika vanligt att montera vinterdäck eller snökedjor.